# Гертруда Польская
Гертруда (Мешковна) Польская (Елена; пол. Gertruda Mieszkówna; 16 марта ок. 1025 — ок. 1086 или 4 января 1108) — польская принцесса, дочь короля Польши Мешко II и Рыксы Лотарингской, жена киевского князя Изяслава Ярославича; как автор молитв на латинском языке, записанных в её кодексе, — старейший польский писатель, известный по имени.

## Биография
В 1034 году после смерти отца Гертруда была увезена матерью Рыксой из Польши в Саксонию, откуда вернулась после того, как на троне укрепился её брат Казимир I. Получила блестящее образование — сначала в Польше, затем, возможно, в одном из кёльнских монастырей.
В конце 1030-х — начале 1040-х годов Гертруда была отдана в жены Изяславу Ярославичу, второму сыну Ярослава Мудрого от Ингигерды. Брак должен был укрепить польско-русский союз: брат Гертруды Казимир I был женат на тетке Изяслава, сестре Ярослава Мудрого Марии-Добронеге.
В 1054 году Изяслав стал великим князем киевским. В 1068 году, после поражения на Альте от половцев, киевляне выгнали его, и Гертруда вместе с мужем бежала в Польшу. Именно в это время она начала создавать удивительно украшенный молитвенник. Вероятно, тогда же, в 1068 году, в нём был создан раздел, посвященный астрологии, — самый старый астрологический текст на территории Польши.
Изяслав в Польше просил помощи у племянника Гертруды Болеслава Смелого против сменившего его в результате киевского восстания Всеслава Полоцкого. Болеслав помог ему в 1069 году вновь занять киевский престол. Очевидно, с мужем в Киев вернулась и Гертруда.
В 1073 году Изяслав был изгнан снова — на этот раз младшими братьями, вместе с ним и детьми отправилась в изгнание и Гертруда. Они снова бежали в Польшу, но на этот раз Болеслав принял сторону его братьев Святослава и Всеволода. Он отобрал у Изяслава и Гертруды часть драгоценностей и выдворил из страны. После этого семья отправилась в Германию, где Изяслав пробовал склонить на свою сторону императора Генриха IV, передав ему огромные богатства. Император драгоценности взял, но помогать Изяславу не стал, так как был слишком занят своими проблемами.
В этот период, очевидно, между Изяславом и Гертрудой часто происходят размолвки. В одной из своих молитв она просит Бога отвратить сердце супруга, которого она называет королём, от ненависти, досады и гнева и внушить ему кротость, добросердечие и миролюбие, но при этом также защитить от всех опасностей и сделать счастливым путь на родину. В другой молитве Гертруда просит Господа услышать стон её сердца, избавить от мучений, изгнать все горести и отвратить зло, которое на неё обрушилось из-за грубости мужа и его нежелания беседовать с ней и выслушивать советы, сделать его милостивым и благосклонным к ней, но и утихомирить её собственный бешеный нрав и превратить в кроткую, спокойную, обращенную к добру женщину.
После увещевания папы Григория VII Болеслав, однако, был вынужден помириться с княжеской четой, так как это стало одним из условий для получения им польской короны. 25 декабря 1076 года Гертруда с мужем приняли участие в коронации Болеслава в Гнезно.
В 1077 году после смерти Святослава Ярославича Изяслав с семьёй при поддержке Болеслава вернулся на Русь. Однако уже в 1078 году Изяслав погиб в битве с очередными претендентами на великокняжеский престол. После гибели мужа Гертруда жила при дворе своего сына Ярополка Изяславича, князя волынского. В 1085 — начале 1086 года, во время войны с Всеволодом Ярославичем и Ростиславичами, когда Ярополк уехал в Польшу за помощью, оставив Гертруду и жену Кунигунду в Луцке, Владимир Мономах взял Луцк, захватил в плен его мать и жену и отвез в Киев. О судьбе Гертруды после плена существуют разные версии.

### Традиционная версия
Реконструкция жизни Гертруды изложена в статье В. Л. Янина и развита А. Поппэ. По этой реконструкции после смерти Ярополка Гертруда переехала к своему сыну Святополку. В 1093 году Святополк стал великим князем киевским. В 1102 году, провожая свою внучку Сбыславу Святополковну в Польшу замуж за Болеслава Кривоустого, она передала принадлежащую ей псалтирь, известную как Кодекс Гертруды (см. ниже). Под 1108 годом летописец записал, что 4 января скончалась мать Святополча, русская княгиня.
На Руси Гертруду называли Олисавой. На стенах Софии Киевской есть граффито «Господи, помози рабе своеи Олисаве, Святоплъчи матери, русьскыи кънягыни…». Его оставил один из внуков Гертруды-Олисавы.

### «unicus filius meus»
Основываясь на данных кодекса Гертруды и соображениях генеалогического плана, А. В. Назаренко высказал идею, что Святополк не мог быть сыном Гертруды — Ярополк был её единственным сыном, по крайней мере, так его называла Гертруда в своих молитвах (unicus filius meus). Назаренко считает, что Гертруда не пережила плена, скончавшись в 1086 году в монастыре, где находилась вместе с женой Ярополка Кунигундой.
Янин, изучая кодекс, чтоб объяснить обращение unicus filius meus, предположил, что Ярополк ко времени написания молитв перешел в католичество, а Святополк остался православным. Это предположение раскритиковал Назаренко (см. Вероисповедание Гертруды). Поппэ, принявший критику Назаренко этого тезиса, предположил, что unicus здесь означает уникальный, самый лучший, объясняя содержание молитв Гертруды сугубо психологическими моментами.

### Олисава
Слабым местом версии Назаренко является статус Олисавы — матери Святополка. Дата смерти 4 января 1108 года относится именно к ней, так что она не может быть первой женой Изяслава, умершей до его женитьбы на Гертруде. В любом случае, Святополк родился в 1050 году, когда согласно летописным данным Изяслав был на Гертруде уже женат. То есть мать Святополка должна быть наложницей Изяслава. Но летописец называет её русской княгиней, и такое титулование наложнице не полагается. Она названа княгиней и в граффито.
С. А. Высоцкий постулировал наличие у Изяслава двух жен, видимо, предполагая развод Изяслава около 1050 года. Версию с разводом подверг критике Поппэ. Ни одна из двух возможностей: Гертруда — первая жена или же Олисава — первая жена, не согласуется с источниками. Действительно, сын Гертруды Ярополк Изяславич с его претензиями на великокняжеский стол должен быть старше Святополка, но Гертруда оставалась женой Изяслава после 1050 года. Даже если Святополк старше, то свадьба Изяслава и Гертруды, скорее всего, была до его рождения.

## Кодекс Гертруды

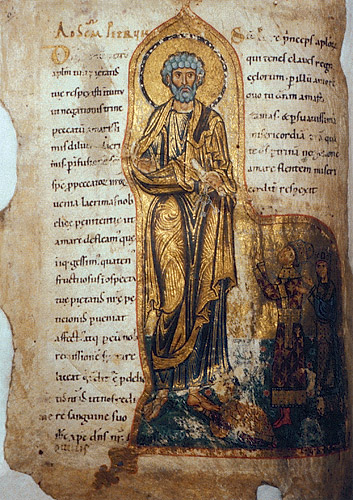
Молитва, записанная рядом с миниатюрой

Гертруде принадлежала богато украшенная миниатюрами псалтирь — так называемый Кодекс Гертруды. Эта уникальная книга, созданная в конце X века для архиепископа Эгберта Трирского, сохранилась до наших дней и в настоящее время хранится в музее города Чивидале (Италия). Можно догадываться, что Гертруда его получила от матери Рыксы или же во время пребывания в Германии.

### Молитвы Гертруды
В 1070—1080-х годах в изгнании и на Руси Гертруда записывала на полях и свободных страницах кодекса свои молитвы, в которых она просит за мужа и сына. Всего кодекс содержит около 90 молитв, вероятно записанных её рукой. Последние молитвы записаны, по-видимому, примерно в 1085—1086 годах, во время войны Ярополка с Ростиславичами.
Молитвы выдают исключительную набожность, незаурядное образование и воспитание Гертруды.
Одна из первых молитв записана в изгнании и посвящена Изяславу. Княгиня просит Бога внушить ему кротость, добросердечие и миролюбие, сделать Изяслава сильным и стойким и помочь одолеть всех врагов, защитить супруга от всех несчастий и опасностей и сделать счастливым обратный его путь на родину.
В отличие от летописи, в молитвах Гертруды её сын Ярополк предстаёт отнюдь не идеальным человеком: Ярополк «опускался в пучину пьянства и обжорства, был повинен в гордыне, хвастовстве, клятвопреступлении, злословии, алчности, тщеславии, нетерпении, лживости, воровстве, лжесвидетельстве и даже стал для всех посмешищем».
В нескольких молитвах княгиня молится за Ярополка и победу его войска. В одной из них она просит Иисуса:
|  | Усмири его недругов, внуши ему твердую надежду, истинные чувства, совершенную любовь. Освободи его от неприятелей, чтобы не попал к врагам, чтобы недруги не радовались его поражению, отведи от него гнев и негодование, защити несокрушимой стеной в битве, милосердной помощью обрадуй его сердце. |

visibilium et invisibilium maliciam compescere digneris.
Ut illorum invidiam nusquam ei nocere permittas,

Domine Iesu Te rogo audi me.
Ut inimicos eius qui in aliquo adversari cupiunt dextera potentiae Tuae comprimere digneris

Te rogo audi me.
Ut ei spem firmam et fidem rectam, et sensum rectum caritatemque perfectam ad Te creatorem meum concedere digneris.
Ut miserum famulum Tuum Petrum visitare et consolari digneris.
Ut ei victoriam donare digneris.
Ut omnes laqueos adversariorum Te adiuvante illesus mereatur evadere,

Domine Iesu Te rogo [a]udi m[e].
Ut qui eum in aliquo adversari querunt Tua dextera primantur,

Domine Iesu T[e] r[ogo].
Ut eis omnem locum ei nocendi obstituere et aditum quodlibet in eum impediendi concludere digneris

Te pre[cor].
Ut eum ab omnibus adversitatibus liberare digneris,

Te preco[r] Deus.
Ut eum in vindictam inimicorum eius incidere non permittas,

Domine Iesu Te precor.
Ut inimici eius de eius ruina letari amplius non valeant,

Domine Iesu.
Ut eum sub umbra alarum tuarum pie digneris protegere,

Domine Iesu Te precor, sancte Pater, audi me.
Ut salutem et sanitatem animae et corporis eius concedere dig[neris],

Domine Iesu Te preco[r] audi me.
Ut iram et indignationem Tuam ab eo avertere digneris,

Te preco[r] audi me.
Ut muro tuo inexpugnabili eum circumcingere et armis tuae potentiae protegere digneris,

Domine Iesu Te preco[r] audi me.
Ut eum in omnibus et ubique protegere digneris.
Ut ei clemens clementer subvenire digneris.
Ut ei misericors succurrere et adiuvare misericorditer digneris.
Ut corda pro eo tristantia letificare digneris.
Ut animo promerentiam consolare digneris. 
Упомянутое поражение можно соотнести с событиями 1085/6 года, когда Ярополк был вынужден бежать в Польшу. 
В одной из последних молитв Гертруда молится о помиловании душ покойных «братьев и сестер нашей общины». Очевидно, в какой-то момент она оказалась в монастыре.

### Месяцеслов
В кодексе находится месяцеслов, которым пользовалась Гертруда. По нему можно в частности выяснить её день рождения. В месяцеслове отмечена память святой Гертруды Нивельской, которая приходится на 17 марта. Рядом, 16 марта, отмечена память мученика Кириака, которого Гертруда несколько раз упоминала в молитвах. Предполагается, что его память приходится на день рождения Гертруды.

### Русское имя
По содержанию молитв можно установить имя, которое Гертруда получила на Руси. Она часто обращается к святой Елене, называя себя её рабой. В месяцеслове отмечен день её памяти, принятый в христианстве восточного обряда, а не западного. В получении нового имени не следует видеть повторное крещение, которое тогда, скорее всего, не практиковалось. А переименование в то время довольно часто сопровождало смену культурной среды даже в рамках одной конфессии.

### Миниатюры византийского стиля
После 1075 года псалтирь было добавлено пять миниатюр византийского стиля. На двух из них находятся изображения Гертруды и её семьи — сына Ярополка и его жены Кунигунды. Их появление связывают с событиями 1075 года, когда Изяслав, будучи в изгнании и отчаявшись получить помощь от императора Генриха IV, обратился к папе римскому Григорию VII. С дипломатической миссией отправился Ярополк, который на словах заверил Григория в приверженности отца римскому престолу. Папа ответил посланием Изяславу и Гертруде («Дмитрию, королю русскому, и королеве, супруге его»), в котором он передал Ярополку управление русской землёй как леном святого Петра.
Миниатюры символически отображают эти события. Первая из них изображает Ярополка и Кунигунду молящимися апостолу Петру, мать же Ярополка — припадающей к стопам апостола. На второй же Христос при участии святого Петра и святой Ирины коронует Ярополка-Петра и Кунигунду-Ирину.

### Гадания
Гертруда была не чужда гаданию. В кодекс включены лунник (небольшой астрологический справочник с предсказаниями по состоянию лунного диска) и калядник (гадания по первому дню нового года). То есть c псалтирью соседствуют гадательные тексты, порицаемые церковью. Впрочем, и сама псалтирь могла использоваться для гадания (об этом есть упоминания в «Поучении» Владимира Мономаха).

## Вероисповедание
Янин предполагал, что Гертруда несколько раз переходила из католичества в православие и обратно. Первый раз она сменила вероисповедание, когда оказалась на Руси в начале 1040-х, получив православное имя Елизавета. Потом, в 1073—1077, будучи в изгнании, она вместе с сыном Ярополком (у которого, по мнению Янина, было православное имя Гавриил) перешла в католичество (Ярополк получил католическое имя Петр). Вернувшись на Русь, Гертруда вновь стала православной.
Такое предположение подверг критике Назаренко. По его мнению, в гипотезе с многократными сменами вероисповедания на XI век проецируются реалии более поздних эпох. В те времена, накануне раскола и сразу после него, при переходе из христианской церкви одного обряда в другой новое крещение не требовалось — достаточно было обряда миропомазания. Русские же князья (даже самые образованные из них) и их окружение имели смутные представления о догматических различиях между церквями. Княжеский двор тогда жил в атмосфере конфессиональной индифферентности. И в личном быту Гертруда сохраняла католичество. Её молитвенник латинский не только по языку, но и по принадлежности к католическому обряду. Но в католический молитвенник вплетены элементы обряда православного, например, в молитвах Гертруды есть перевод на латынь православного Трисвятого.

## Отношения с Киево-Печерским монастырем
У Гертруды сложились добрые отношения с монахами Киево-Печерского монастыря. Около 1055 года, по рекомендации Антония Печерского, в женский монастырь святого Николая, основательницей которого была Гертруда, была принята мать Феодосия Печерского. Когда же Антоний, не спрося разрешения князя Изяслава, принял в монастырь боярского сына Варлаама и княжеского ключника Ефрема, и Изяслав готов был разогнать печерян, «ляховица», как она названа в патерике, Гертруда сумела уговорить князя примириться с монахами.
По мнению Поппэ, монахи Киево-Печерского монастыря неявно поддерживали притязания сына Гертруды Ярополка на киевское княжение, что следует из записанного в монастыре летописного некролога Ярополку и глухих укоров Всеволоду в летописи после гибели Изяслава.

## Брак и дети
В конце 1030-х — начале 1040-х  Гертруда вышла замуж за Изяслава Ярославича.
Согласно традиционной версии Гертруда была матерью всех трех сыновей Изяслава. Сыновья:
- Мстислав (ум. 1069), князь новгородский
- Ярополк (ум. 1086), князь волынский и туровский
- Святополк (1050—1113), князь киевский

Порядок сыновей по старшинству является дискуссионным. В большинстве летописей их старшинство не указано, а появляются они на страницах летописи почти одновременно. Янин на основании данных Никоновского летописного свода полагал, что Ярополк был старшим, Святополк вторым, а Мстислав младшим. Таким образом, по Янину, Ярополк родился до 1050 года, Святополк в 1050 году, а Мстислав после. Другие исследователи более осторожны в использовании Никоновской летописи. Мстислава обычно считают старшим — он раньше всех получил княжеский стол. Ярополк считается вторым, а Святополк третьим сыном Гертруды.
По другой традиции, идущей от Н. М. Карамзина, порядок следующий — Мстислав, Святополк, Ярополк — в таком порядке сыновья перечислены в некрологе Изяславу Ярославичу, и в такой же последовательности они появляются на страницах летописи. В. А. Кучкин, проанализировав место из «Слова о полку Игореве…», пришел к выводу, что похоронами князя Изяслава заведовал Святополк (а не Ярополк) и посчитал это дополнительным аргументом в пользу того, что Святополк был вторым сыном, а Ярополк — третьим.
Назаренко следует за Кучкиным, но Святополк в его версии — сын наложницы.

## Комментарии
1. 1 2  Встречаются разные датировки: от 1038/1039 до 1043/1044. Датировка события увязана с датировкой свадьбы Казимира I и Марии-Добронеги. В Новгородской IV и Софийской I летописях свадьба Казимира и Марии отнесена к 1041/1042, и в той же летописной статье сказано: «Сей же Казимир вда сестру свою за Изяслава сына Ярославля». Лаврентьевская относит свадьбу Казимира и Марии к 1043/1044 и не упоминает о второй свадьбе[2].[3][4] Сообщения Новгородской IV и Софийской I обычно трактуют так, что о второй свадьбе летописец просто упоминает в связи с первой и жесткой хронологической привязки нет. Исследователь генеалогии Пястов О. Бальцер указывал 1038/1039 год для брака Марии и Казимира и примерно 1043 год для брака Изяслава и Гертруды[5]. Назаренко в последнее время (2013) считает, что свадьбу Марии и Казимира можно датировать 1038/1039 — 1042 годами, и примерно тем же временем (ок. 1040) свадьбу Изяслава и Гертруды.[6]
2. ↑  Перевод даётся по изложению молитв сделанному Щавелевой (Щавелева, 1999, с. 18)

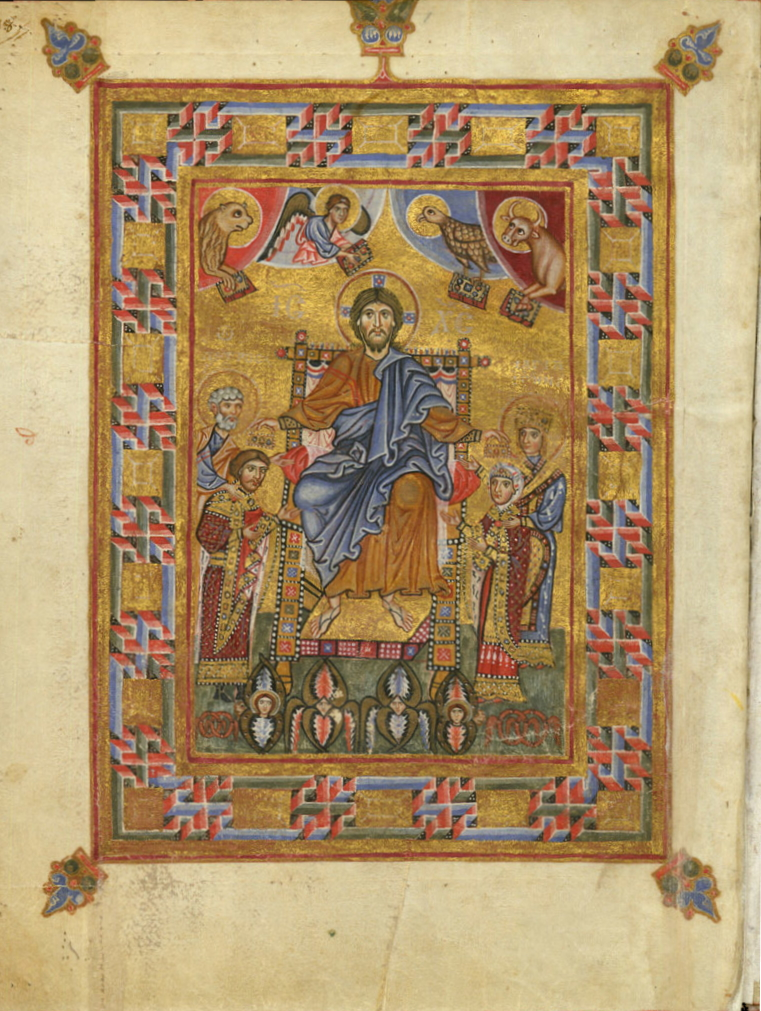
Христос коронует Ярополка и Кунигунду

3. ↑  Более точная датировка и место изготовления миниатюр являются предметом дискуссии. Существуют три версии:
  - 1075/1076, Регенсбург или монастырь святого Якова на Дунае
  - 1078/1086, Киев, Дмитриевский монастырь, основанный Изяславом
  - 1078/1086, Владимир-Волынский или Луцк
4. ↑  Остальные три миниатюры имеют типичные для средневекового искусства сюжеты: Рождество Христово, Богородица с младенцем, Распятие Христа
5. ↑  То есть, Олисава из граффито Софийского собора есть искаженное Елизавета